# Les Dessous de la famille
 (juillet 2024).
Si vous disposez d'ouvrages ou d'articles de référence ou si vous connaissez des sites web de qualité traitant du thème abordé ici, merci de compléter l'article en donnant les références utiles à sa vérifiabilité et en les liant à la section « Notes et références ».
Pour plus de détails, voir Fiche technique et Distribution.
Les Dessous de la famille (A Family Affair) est une comédie américaine réalisée par Richard LaGravenese et sortie en 2024.

## Synopsis
Une relation complexe se noue entre une mère et sa fille quand la première, Brooke, sort avec le patron de la seconde, Zara.

## Fiche technique
- Titre original : A Family Affair
- Titre français : Les Dessous de la famille
- Réalisation : Richard LaGravenese
- Scénario : Carrie Solomon
- Décors : Edward McLoughlin
- Musique : Siddhartha Khosla
- Production : Desma Murphy
- Pays d'origine :  États-Unis
- Langue originale : anglais
- Genre : comédie
- Durée : 110 minutes
- Date de sortie :
- Classification :
  -  France : tous publics avec avertissement[réf. nécessaire]

## Distribution
- Nicole Kidman (VF : Danièle Douet) : Brooke Harwood
- Zac Efron (VF : Yoann Sover) : Chris Cole
- Joey King (VF : Camille Timmerman) : Zara Ford
- Kathy Bates (VF : Denise Metmer) : Leila Ford
- Liza Koshy (VF : Esthèle Dumand) : Eugenie
- Wes Jetton : Emmanuel
- Ian Gregg : Malcolm
- Sarah Baskin : French Director
- Zele Avradopoulos : Mila
- Vince Pisani : Jesse
- Sherry Cola (VF : Valérie Bachère) : Stella Poms
- Olivia Macklin (VF : Caroline Espargilière) : Ashley